# Географія Єгипту
Єгипет — північноафриканська країна, що знаходиться на стику африканського континенту з євразійським, частково лежить в Азії (Синайський півострів) . Загальна площа країни 1 001 450 км² (30-те місце у світі), з яких на суходіл припадає 995 450 км², а на поверхню внутрішніх вод — 6 тис. км². Площа країни у 1,5 рази більша за площу території України. Населення сконцентровано у вузькій долини Нілу і його дельти, та частково на узбережжі Червоного моря, Синаю й навколо Суецького каналу, що означає 95 % населення використовує лише близько 5,5 % від загальної земельної площі цієї країни. 

## Етимологія
Офіційна назва — Арабська Республіка Єгипет, Єгипет (араб. مصر Джумхуріят Міср ель-Арабія, Міср). Назва країни походить від античної назви країни лат. Aegyptus, що, у свою чергу, походить від дав.-гр. Αἴγυπτος. За словами Страбона, грецька назва походить від топоніму Егейо Гіптіос дав.-гр. Αἰγαίου ὑπτίως, що означав землі під Егейським морем. Інша версія походження топоніму вказує на єгипетську назву міста Мемфіс, * ħāwit kuʔ pitáħ, що означає будинок (храм) душі бога Птаха. Арабська назва країни, Міср (араб. مصر), виводиться від загальносемитського слова міцраїм (івр. Mitzraim) — місто, або засновувати. Уперше було використано у значенні Єгипет в аккадських джерелах. Османська назва Місир походить з арабської. Ім'я Єгипту на івриті буквально означає «два Єгипта», можливо, від стародавніх царств Верхнього і Нижнього Єгипту. Також може означати протоки або вузькі місця, що вказує на форму країни, яка простяглася уздовж річки Ніл, і має символічне значення в Біблії щодо історії Виходу єврейського народу з Єгипту. Міцраїм — ім'я одного з синів біблійного Хама, нащадки якого населяли Єгипет. Коптською мовою Єгипет вже 5 тисячоліть зветься Кем (kmt), що означає чорну землю, імовірно, від кольору мулу Нілу після літньої повені, на противагу пустелі, названої червоною землею (dšrt). З 1958 по 1961 роки Єгипет разом з Сирією утворювали єдину державу — Об'єднану Арабську Республіку.

## Географічне положення

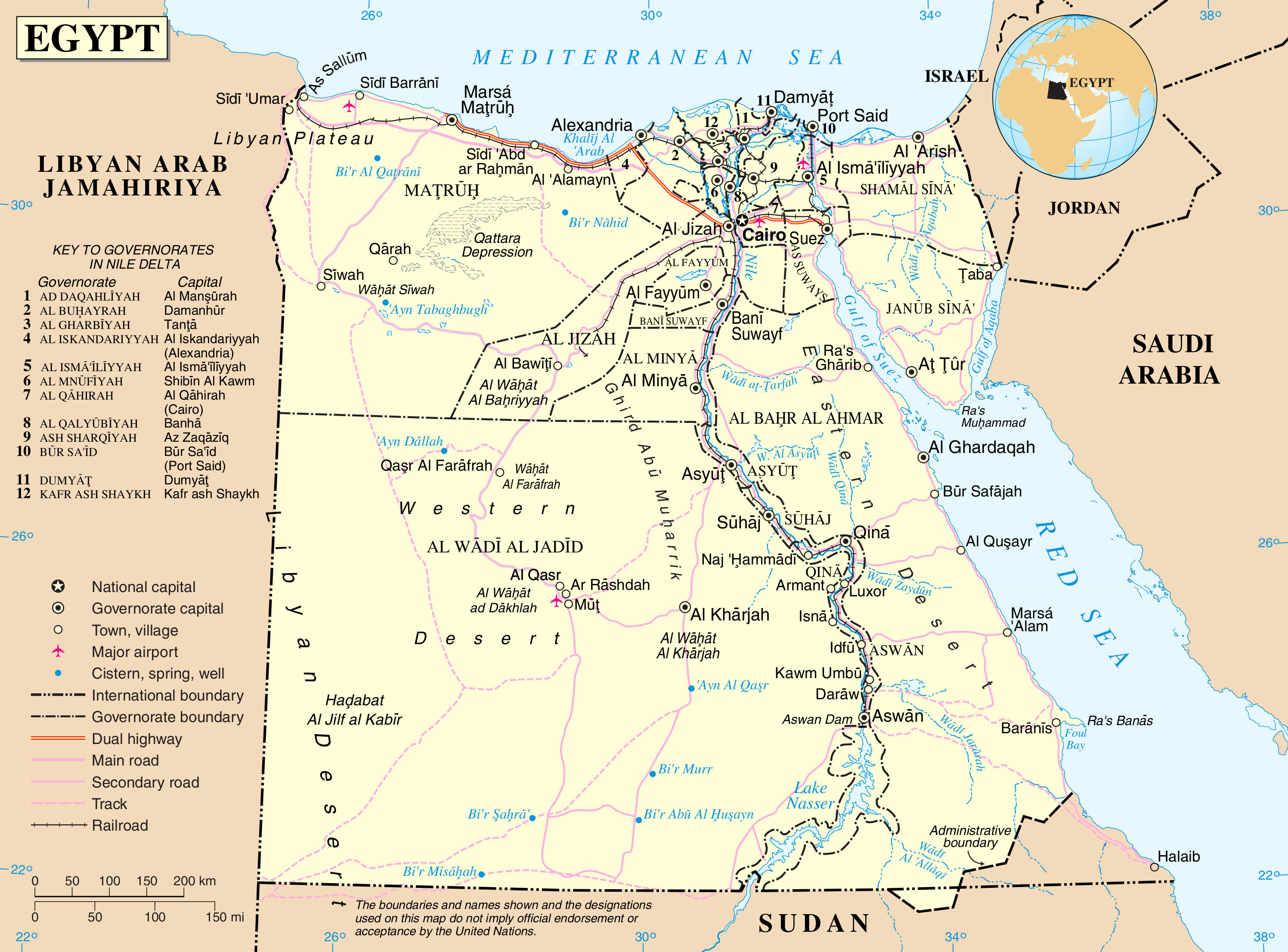
Карта Єгипту від ООН

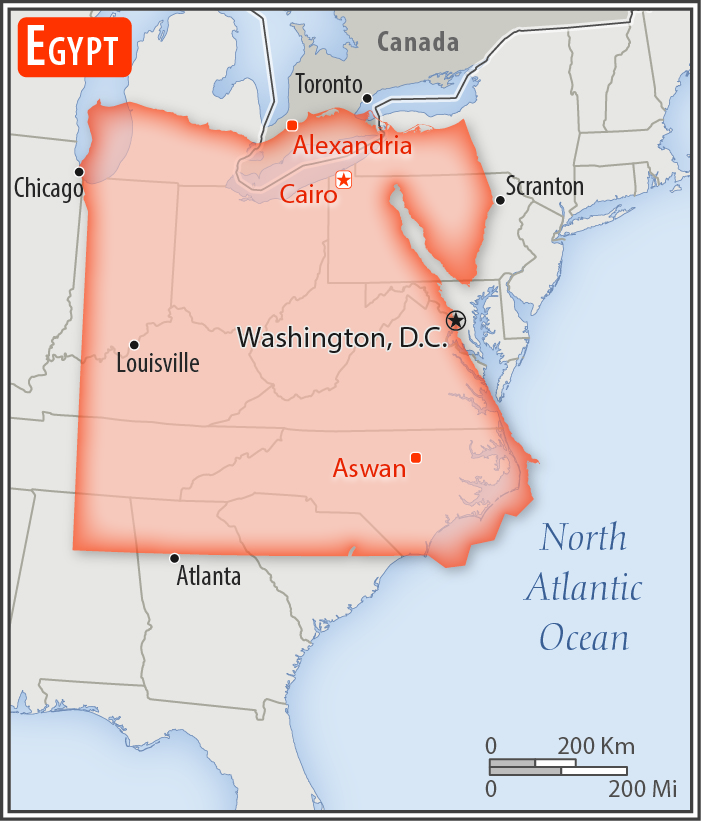
Порівняння розмірів території Єгипту та США

Єгипет — північноафриканська країна, що межує з чотирма іншими країнами: на північному сході — з Ізраїлем (спільний кордон — 208 км) і сектором Газа Палестинської держави (13 км), на заході — з Лівією (1115 км), на півдні — з Суданом (1276 км). Загальна довжина державного кордону — 2612 км. Єгипет на півночі омивається водами Середземного моря Атлантичного океану; на сході — водами Червоного моря Індійського океану. Загальна довжина морського узбережжя 2450 км.
Згідно з Конвенцією Організації Об'єднаних Націй з морського права (UNCLOS) 1982 року, протяжність територіальних вод країни встановлено в 12 морських миль (22,2 км). Прилегла зона, що примикає до територіальних вод, в якій держава може здійснювати контроль необхідний для запобігання порушень митних, фіскальних, імміграційних або санітарних законів простягається на 24 морські милі (44,4 км) від узбережжя (стаття 33). Виключна економічна зона встановлена на відстань 200 морських миль (370,4 км) від узбережжя, або до еквідистантної лінії між Кіпром і Єгиптом. Континентальний шельф — 200 морських миль (370,4 км) від узбережжя.

### Час
Час в Єгипті: UTC+2 (той самий час, що й у Києві).

## Рельєф
Більша частина Єгипту розташована на околицях стародавньої Африканської платформи, не сильно збуреної складкоутвореннями, тому рельєф країни переважно рівнинний. Середні висоти — 321 м; найнижча точка — западина Каттара (-133 м); найвища точка — гора Святої Катерини (2629 м). Виділяються розлогі плато Лівійської пустелі (займає близько 60 % території країни) на захід від Нілу, Аравійської пустелі на сході, витягнуте з півночі на південь між долиною Нілу і Червоним морем, а на крайньому південному сході — північна периферія — плато Нубійської пустелі. Невисокі гори (понад 2000 м над рівнем моря), над якими вирізняється найвища точка країни — гора Святої Катерини (2642 м), розташовані на півдні Синайського півострова, а середньовисотний гірський хребет гір Етбай (понад 1000 м над рівнем моря) простягнувся вздовж усього узбережжя Червоного моря (найвищі вершини Шаїб-ель-Банат — 2187 м і Хамата — 1977 м).

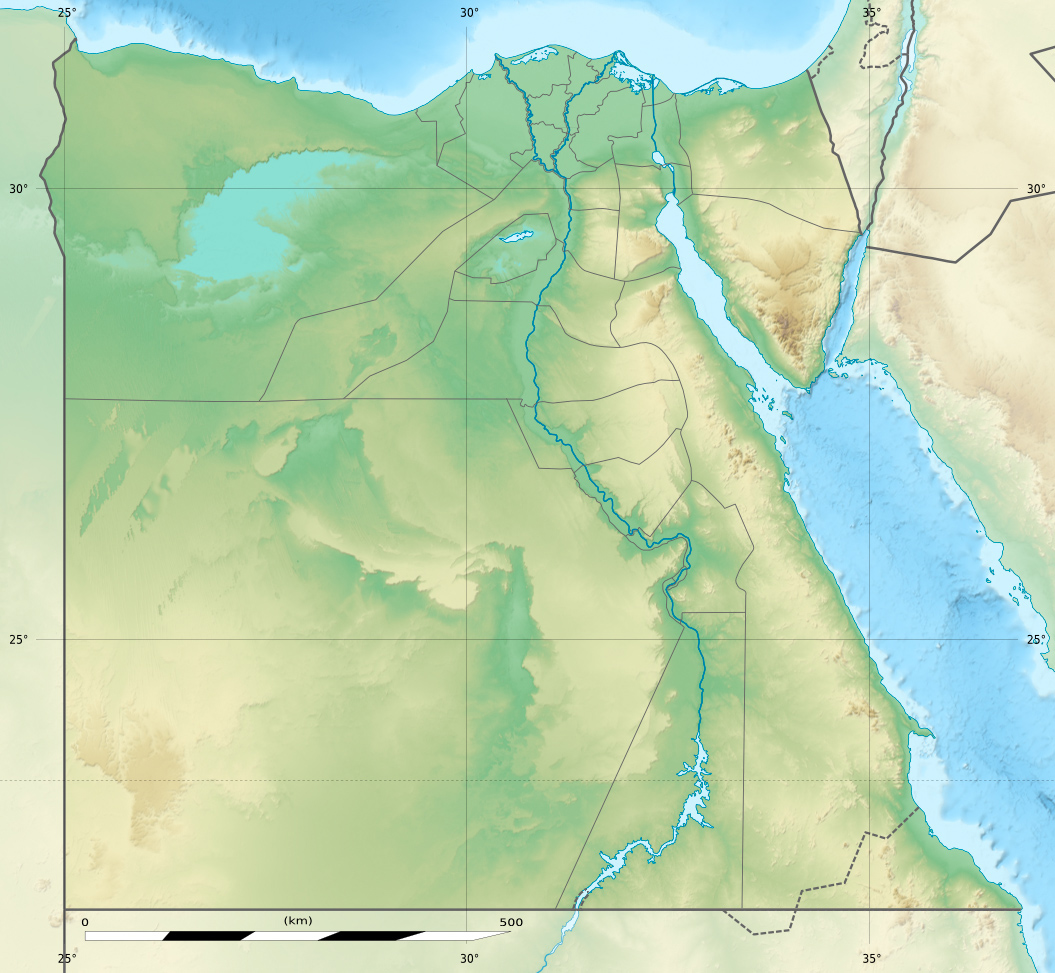
Рельєф Єгипту
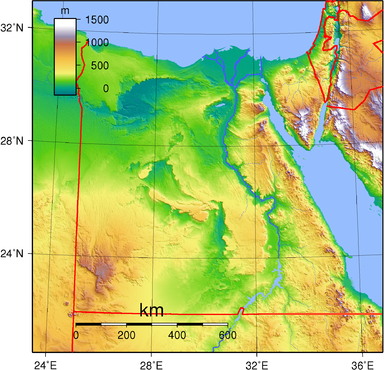
Гіпсометрична карта  Єгипту
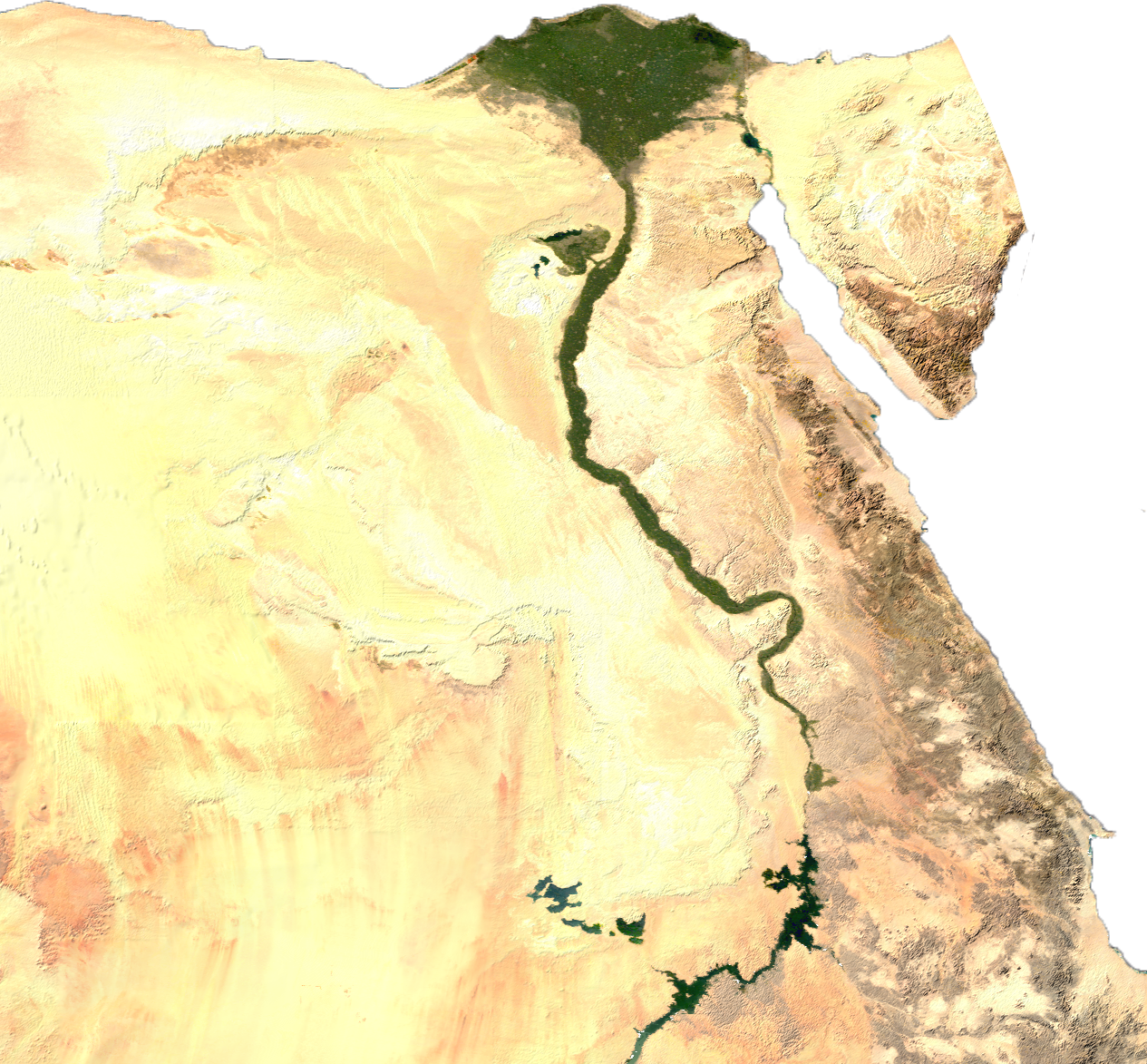
Супутниковий знімок поверхні країни
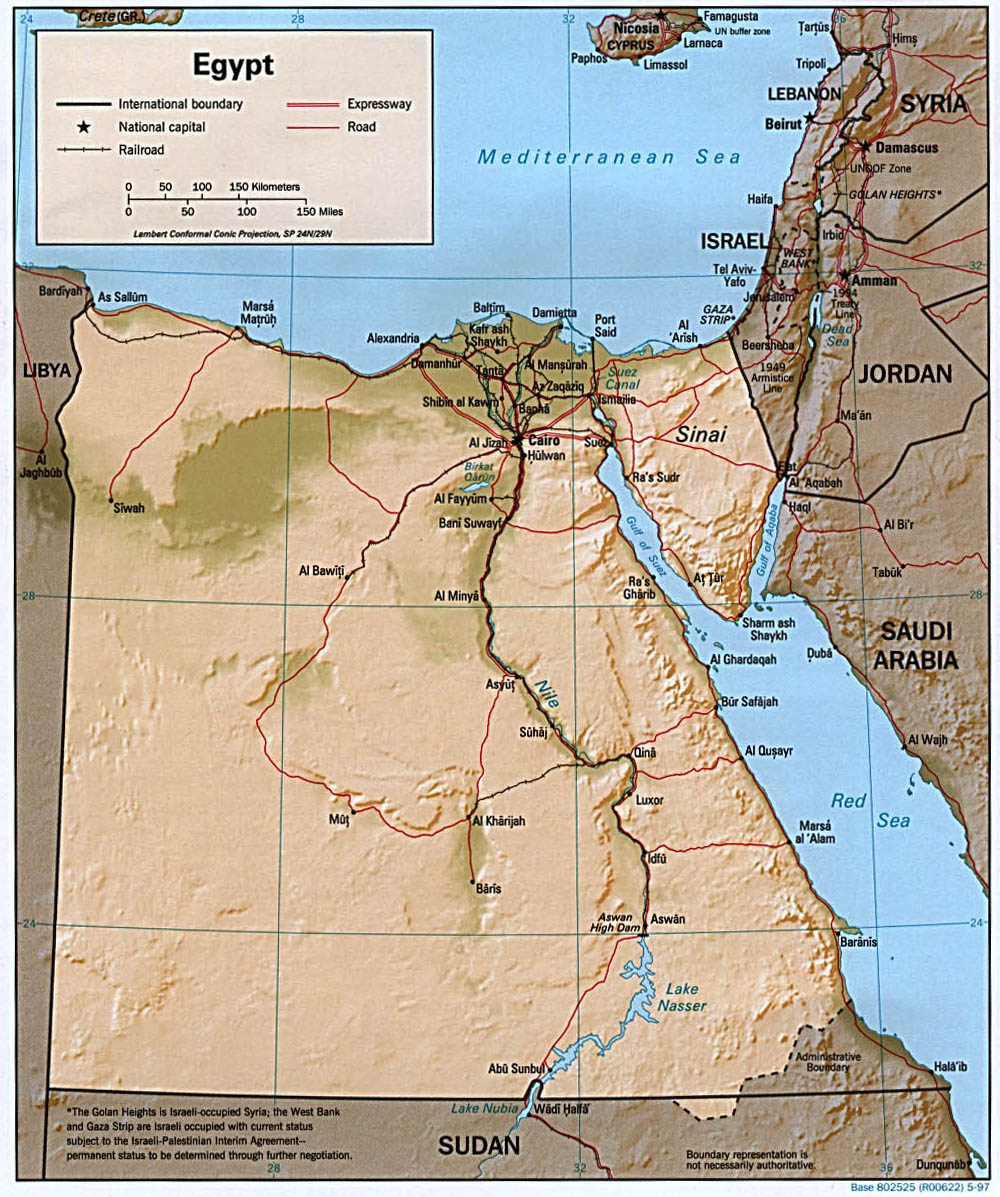
Карта країни (англ.)
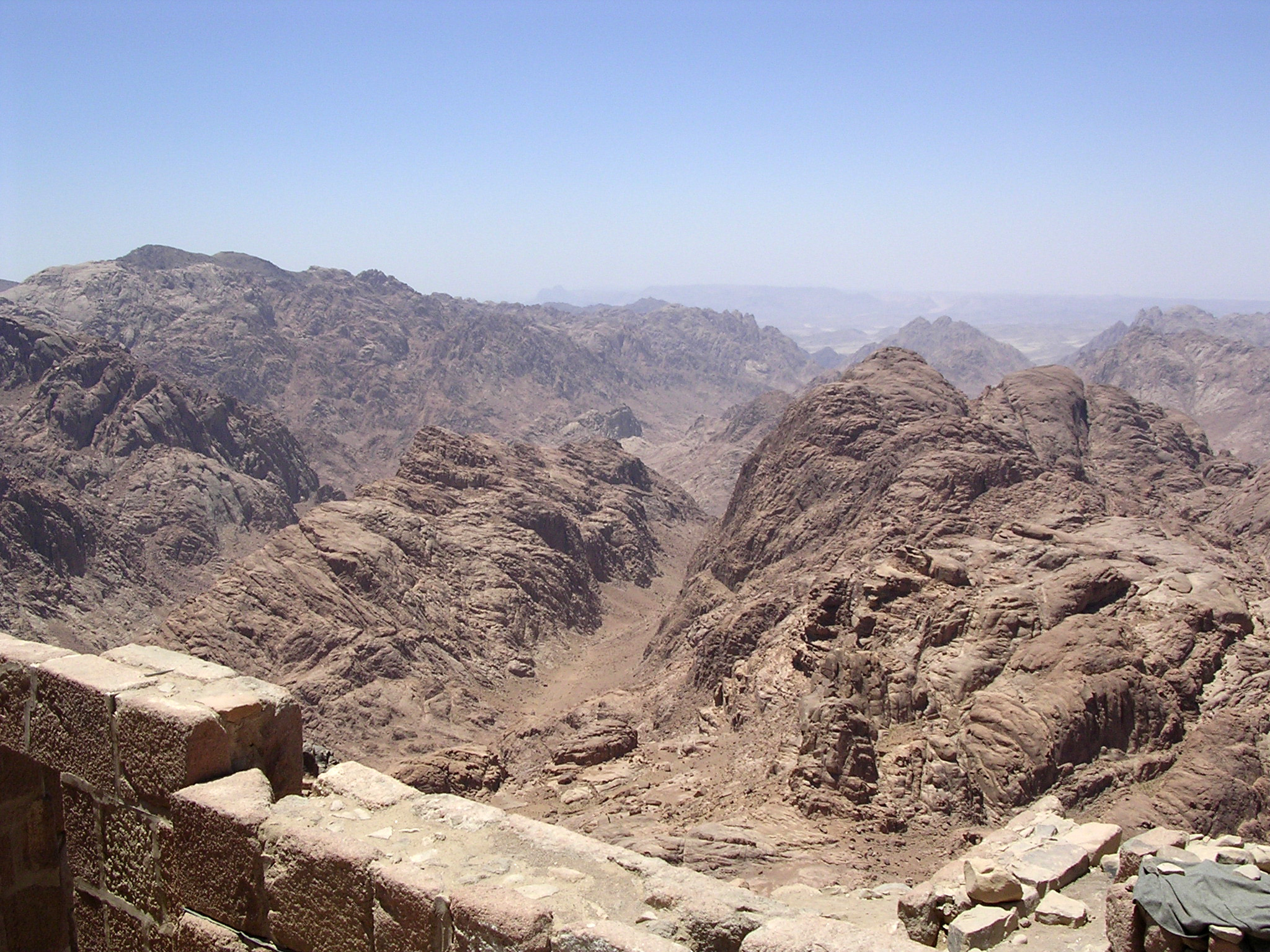
Гори Сінаю

Більшу частину території Єгипту займають плато з висотами 300–1000 м (плато Лівійської, Аравійської і Нубійської пустель), які поступово підвищуються на сході до 2200 м і обриваються до Червоного моря і Суецької затоки. У північній частині Лівійської пустелі розвинені великі безстічні западини еолового походження — Каттара (-133 м), Ель-Фаюм (-43 м) і Сива (-17 м). Поряд з долиною Нілу, більшість краєвиду Єгипту це пустелі. Вітри можуть створювати піщані дюни заввишки понад 30 м. Єгипет охоплює частину пустелі Сахари і Лівійської пустелі. Ці пустелі стали називати «Червона земля», ще за часів стародавнього Єгипту і вони захищали Королівства фараонів від західної кочівної загрози.
Плато Лівійської пустелі, складене пісковиками і вапняками, має абсолютні висоти близько 100 м на півночі і до 600 м на півдні. В його межах розташовані кілька западин. Найпівнічніша і найбільша з них Каттара (площею близько 19 тис. км²) має абсолютні відмітки до 133 м нижче рівня моря і зайнята солончаками. На захід від неї знаходиться солончакова западина Сива, на схід — западина Фаюм, а в південно-східному напрямку йдуть Бахарія, Фарафра, Дахла, Харга. У всіх западинах розвиваються оази, в яких процвітає землеробство. У цьому спекотному районі характерні пустелі наступних типів: кам'янисті (гамади), галькові (реги), піщано-галькові (серіри), піщані (ерги) і солончакові (себх). Значну площу на заході займає велика піщана пустеля з чітко вираженим ніздрюватим рельєфом, де піщані поздовжні пасма з'єднані піщаними перемичками. Гамади і реги, що утворилися в результаті вивітрювання корінних порід, домінують на півночі і сході. Правда, там же зустрічаються довгі пасма дюн, серед яких особливо виділяється Абу-Мухаррік протяжністю близько 650 км. Лівійська пустеля практично безводна, виходи ґрунтових вод на поверхню є лише в оазах.
Плато Аравійської пустелі складено древніми кристалічними породами, що виходять на поверхню на сході в горах Етбай і перекриваються на заході потужною товщею вапняків та пісковиків. Воно займає висотне положення від 500 до 1000 м над рівнем моря, та має ухил у напрямку до долини Нілу і сильно розчленоване сухими руслами річок — «ваді». Тут, переважно, поширені пустелі типу гамад. Аналогічну будову має Нубійське плато з висотами від 350 м на заході до 1000 м на сході. Його досить рівна поверхня порушується невеликими групами гір заввишки від 1350 м. Плато доволі густо порізане численними ваді.
У межах Синайського півострова поширюється з півдня на північ найбільш піднесений в країні гранітний масив (з окремими вершинами більш як 2500 м над рівнем моря), вапнякове плато Ель-Ігма (менше 2000 м над рівнем моря) і пісковикове плато Ет-Тіх (заввишки від 1850 до 500 м над рівнем моря).

## Клімат
Територія Єгипту майже цілковито лежить у тропічному кліматичному поясі, середземноморське узбережжя — в субтропічному. Увесь рік панують тропічні повітряні маси. Спекотна посушлива погода з великими добовими амплітудами температури. На більшій частині країни клімат різко континентальний пустельний з різкими добовими коливаннями температури. У пустелях денні температури можуть досягати 50 °С, а вночі опуститися до 10–0 °С. Переважають східні пасатні вітри. На середземноморському узбережжі взимку переважають помірні з дощовою досить вітряною циклонічною погодою. Значні сезонні амплітуди температури повітря і розподілу атмосферних опадів, можливе випадіння снігу. Єгипет дуже бідна на опади територія земної кулі, адже на південь від Каїру, кількість опадів становить лише від 2 до 5 мм на рік (а в деяких районах з бездощів'я триває по кілька років). Тільки дуже тонка смуга північного узбережжя країни отримує достатню кількість опадів і ця кількість може досягати 410 мм. Найвологіший та найбагатший дощами зимовий період — з жовтня по березень. У цей же період спостерігається, подекуди, випадання снігу, здебільшого в горах Синаю, а деякі з північних прибережних міст (Дамієтти, Балтім, Сіді Бейррені і рідко в Олександрії) піддаються морозам, які є частим явищем переважно для серединого Синаю і деяких місцин серединного Єгипту.

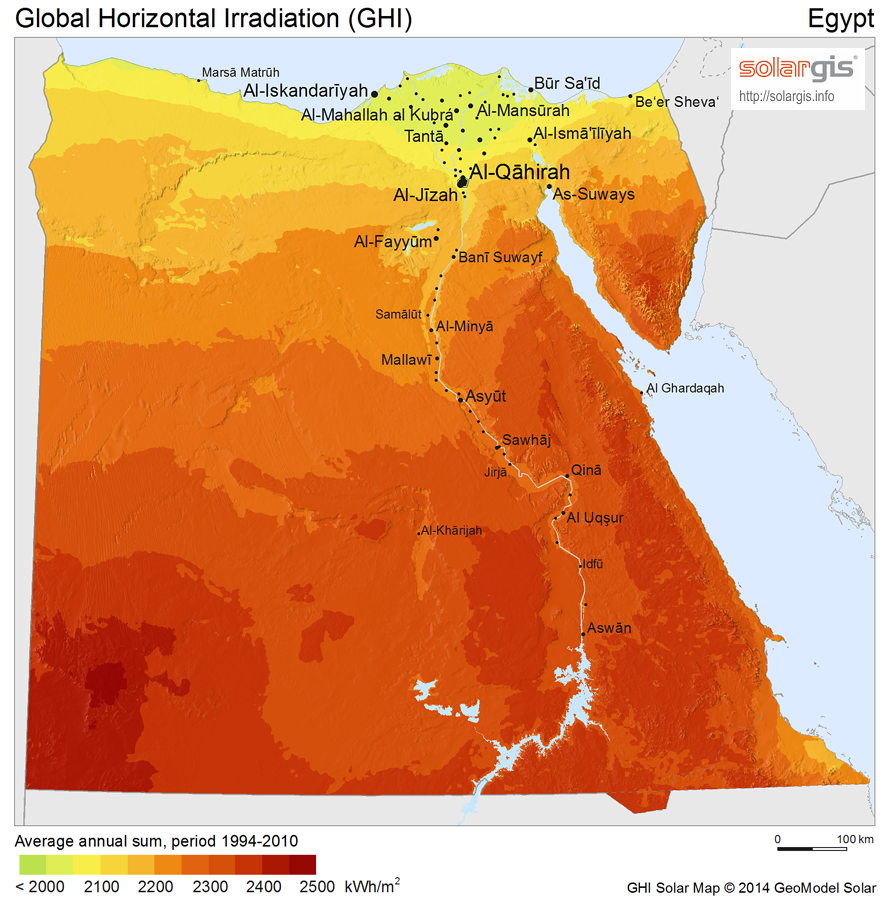
Сонячна радіація (англ.)
Кліматична карта Єгипту (за Кеппеном)Кліматична карта Єгипту (за Кеппеном)
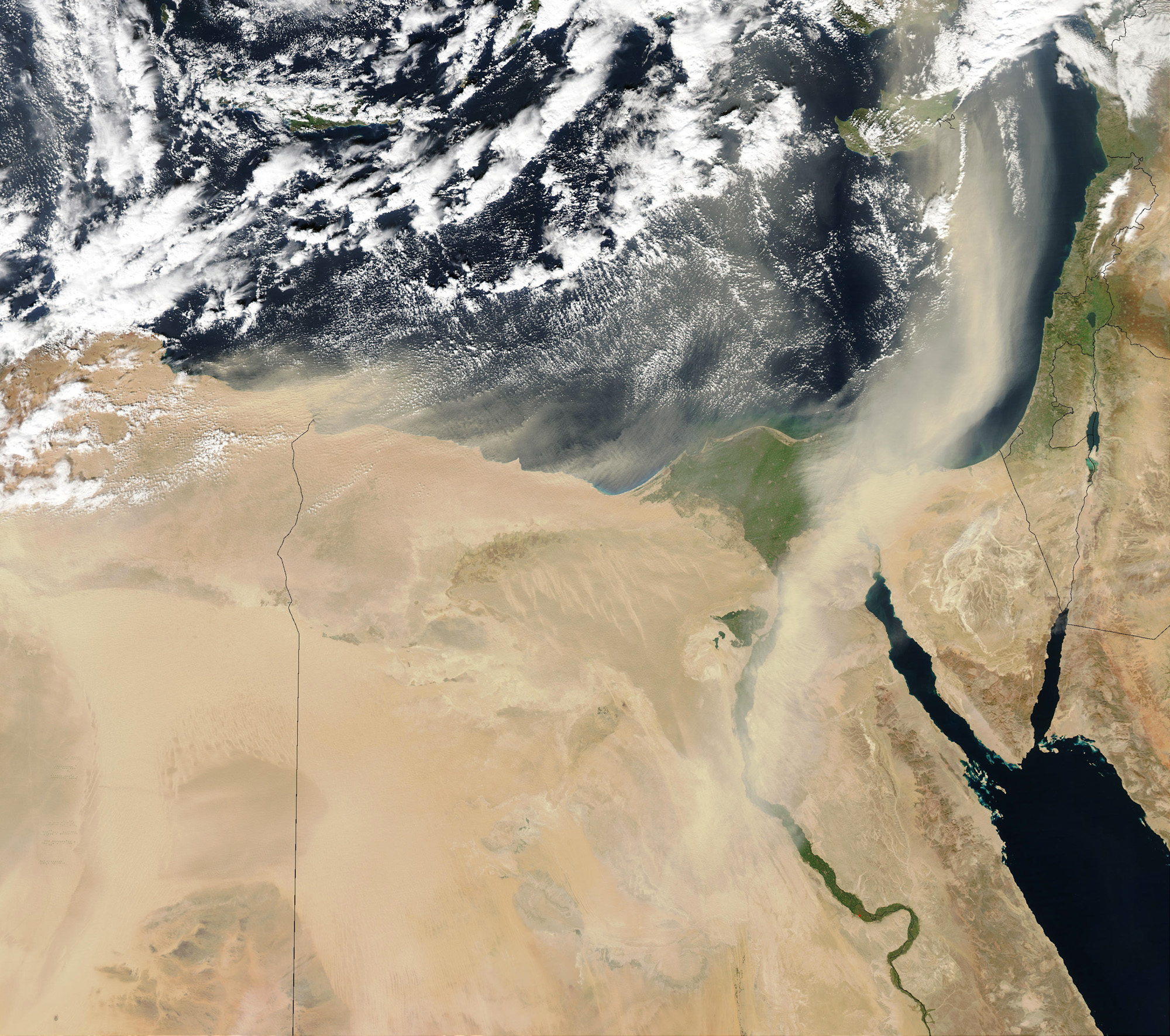
Піщана буря з космосу

Середня температура влітку коливається від 27-32 °С влітку і до 43 °С на узбережжі Червоного моря, в цю ж пору року. Середня температура в зимовий період коливається від 13 до 21 °С, а в поодиноких гірських районах (здебільшого Синаю) опускається до нульової відмітки. Стійкий вітер з північного заходу допомагає утримувати помірну температуру поблизу узбережжя Середземного моря. Хамасін — вітер, який дме з півдня (пустелі Сахари) і спричиняє навесні піщані й пилові буревії на всій території Єгипту, а іноді і підвищує температуру в пустельних районах до більш ніж 38 °С, крім того, на територію Єгипту щороку вторгаються циклонні вітри сірокко і самум.
Єгипет є членом Всесвітньої метеорологічної організації (WMO), в країні ведуться систематичні спостереження за погодою.

## Внутрішні води

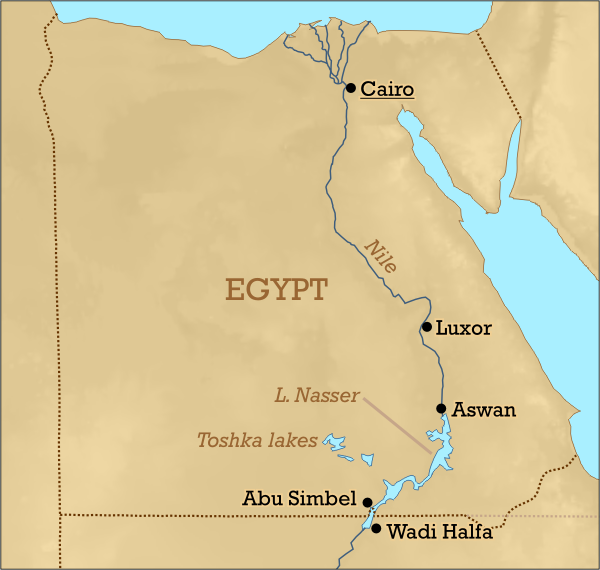
Гідрографічна мережа Єгипту
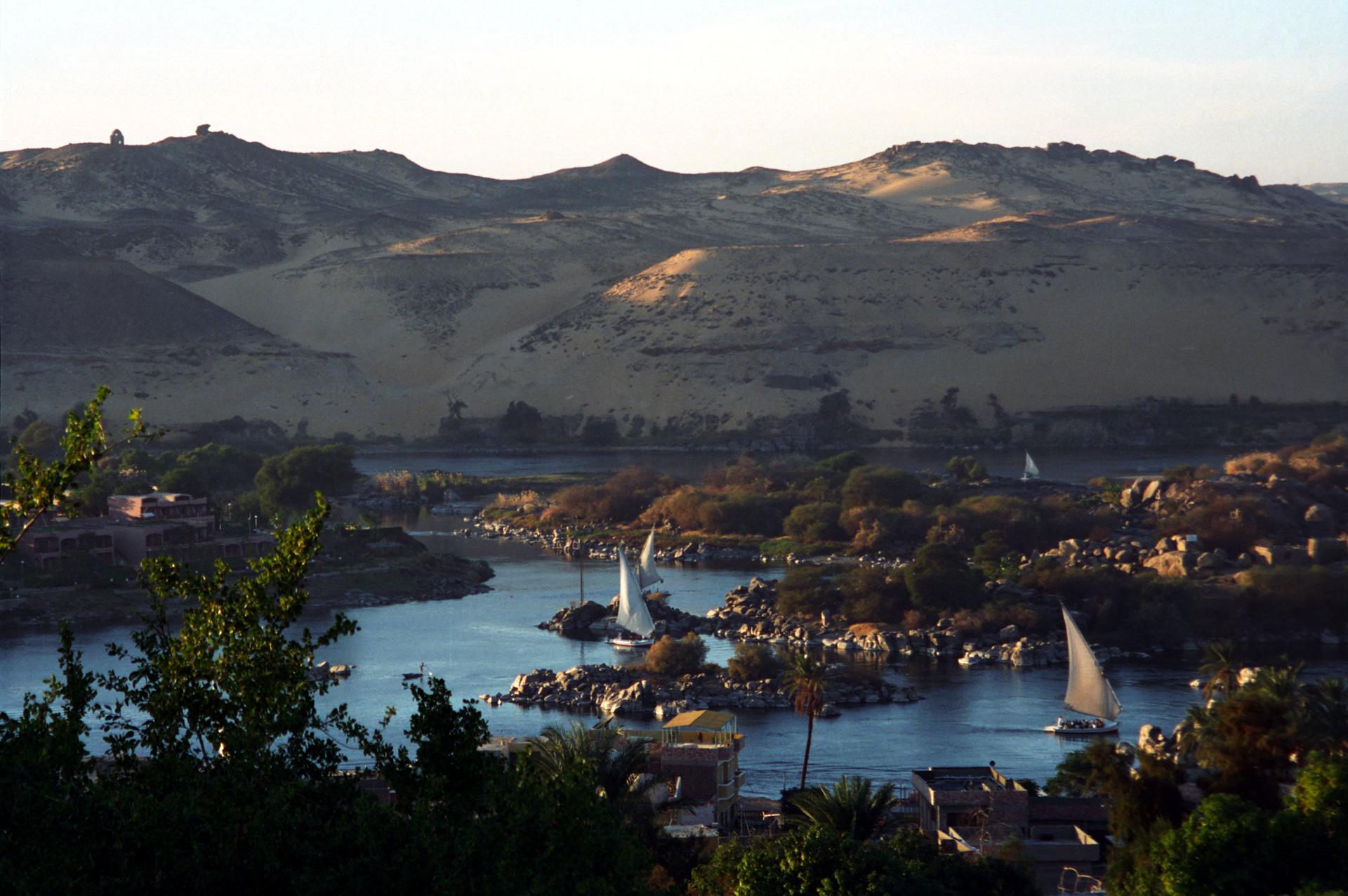
Ніл
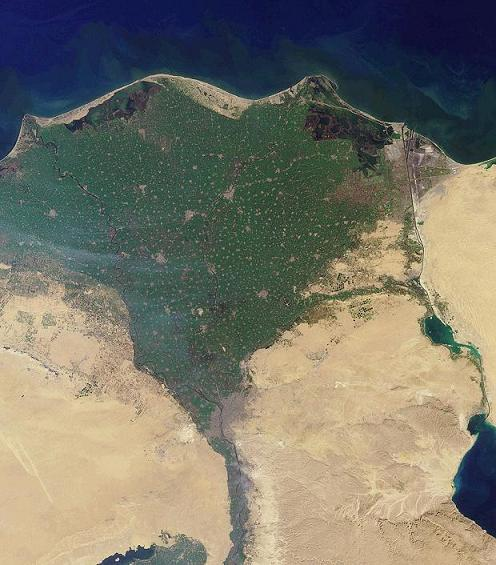
Долина і дельта Нілу з космосу
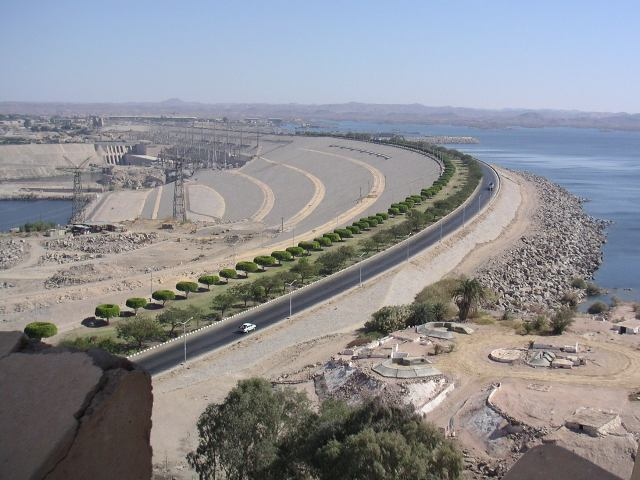
Верхня Асуанська гребля

### Річки
Головна річка країни, Ніл, належить басейну Середземного моря Атлантичного океану. На сході незначні тимчасові потоки (ваді) стікають до Червоного моря Індійського океану. На заході — безстічні області пустелі Сахара. На Синаї розвинена мережа тимчасових водотоків — ваді, яким в зимовий період характерна наявність водних потоків, що пересихають, здебільшого, в спекотний літній період.

### Ґрунтові води
На Синаї значні площі ґрунтових вод, що створює перспективу розвитку цього регіону.

## Ґрунти
Багато районів Єгипту взагалі позбавлені ґрунтового покриву, особливо західні, де панують рухливі і напівзакріплені піски і кам'янисті поверхні. Там, де випадають дощі і є умови для зростання мізерної рослинності, формуються скелетні ґрунти. З найрозвиненіших типів ґрунтів виділяють наступні: жовто-бурі пустельні, такировідні сіроземи, такири, солончаки, середземноморські пустельні-степові, а в дельті Нілу — болотні і болотно-лугові. По берегах Нілу розвинені найродючіші алювіальні ґрунти.

## Тваринний світ
За зоогеографічним районуванням світу країна належить до Середземноморської підобласті Голарктичної області, середземноморське узбережжя і гори Атлас — до Середземноморської провінції, пустеля Сахара — до Сахаро-Аравійської провінції. Тому основу тваринного населення регіону становлять зональні пустельні, напівпустельні й середземноморські угруповання тварин, а також інтразональні гірські й водно-болотні (приморські та долинно-річкові) тваринні угруповання, характерні для тропічного і субтропічного кліматичних поясів. Домінуючими в зональних угрупованнях є ультраксерофільні та ксерофільні групи та види тварин. 

## Стихійні природні явища
На території країни спостерігаються небезпечні природні явища і стихійні лиха: періодичні посухи; часті землетруси; несподівані паводки; зсуви ґрунту; гарячі посушливі вітри хамсини з Сахари навесні несуть загрозу сільськогосподарським насадженням; пилові й піщані бурі.

## Природні ресурси =

### Мінеральні ресурси
Надра Єгипту багаті на ряд корисних копалин: нафту, природний газ, залізну руду, фосфати, марганець, вапняк, гіпс, тальк, азбест, свинець, рідкісноземельні елементи, цинк.

### Водні ресурси
Загальні запаси відновлюваних водних ресурсів (ґрунтові і поверхневі прісні води) становлять 57,3 км³. Станом на 2012 рік в країні налічувалось 36,5 тис. км² зрошуваних земель.

### Земельні ресурси
Земельні ресурси Єгипту (оцінка 2011 року):
- придатні для сільськогосподарського обробітку землі — 3,6 %,
  - орні землі — 2,8 %,
  - багаторічні насадження — 0,8 %,
  - землі, що постійно використовуються під пасовища — 0 %;
- землі, зайняті лісами і чагарниками — 0,1 %;
- інше — 96,3 %[1].

## Охорона природи
Серед екологічних проблем варто відзначити:
- сільськогосподарські землі втрачаються через ріст населених пунктів, засолення в зоні Асуанського водосховища, наступом піщаних дюн;
- загальне спустелювання території;
- забруднення нафтопродуктами на транспортних шляхах у Червоному морі загрожує кораловим рифам, піщаним пляжам і морській фауні;
- забруднення вод пестицидами, стічними побутовими і промисловими водами;
- ресурси природних джерел питної води обмежені лише ресурсами Нілу;
- швидке зростання населення країни на обмеженій територією і ресурсами долині Нілу несе суттєву потенційну загрозу.

Єгипет є учасником ряду міжнародних угод з охорони навколишнього середовища:
- Конвенції про біологічне різноманіття (CBD),
- Рамкової конвенції ООН про зміну клімату (UNFCCC),
- Кіотського протоколу до Рамкової конвенції,
- Конвенції ООН про боротьбу з опустелюванням (UNCCD),
- Конвенції про міжнародну торгівлю видами дикої фауни і флори, що перебувають під загрозою зникнення (CITES),
- Конвенції про заборону військового впливу на природне середовище (ENMOD),
- Базельської конвенції протидії транскордонному переміщенню небезпечних відходів,
- Конвенції з міжнародного морського права,
- Лондонської конвенції про запобігання забрудненню моря скиданням відходів,
- Монреальського протоколу з охорони озонового шару,
- Міжнародної конвенції запобігання забрудненню з суден (MARPOL),
- Міжнародної угоди про торгівлю тропічною деревиною 1983 і 1994 років,
- Рамсарської конвенції із захисту водно-болотних угідь[11].

## Фізико-географічне районування
У фізико-географічному відношенні територію Єгипту можна розділити на _ райони, що відрізняються один від одного рельєфом, кліматом, рослинним покривом: .

### Українською
- Атлас світу / голов. ред. І. С. Руденко ; зав. ред. В. В. Радченко ; відп. ред. О. В. Вакуленко. — К. : ДНВП «Картографія», 2005. — 336 с. — ISBN 9666315467.
- Атлас. 7 клас. Географія материків і океанів / Укладачі О. Я. Скуратович, Н. І. Чанцева. — К. : ДНВП «Картографія», 2014.
- Барановська О. В. Фізична географія материків і океанів : навч. посіб. для студентів ВНЗ : [у 2 ч.]. — Н. : Ніжинський державний університет ім. Миколи Гоголя, 2013. — 306 с. — ISBN 978-617-527-106-3.
- Бєлозоров С. Т. Африка : фізико-географічний нарис. — вид. 2-ге, перероб. і доп. — К. : Радянська школа, 1957. — 232 с.
- Гілецький Й. Р. Природні ресурси світу : Навч. посібник. — Львів : Світ, 2004. — 304 с. — ISBN 966-603-307-0
- Заставецький Ю. С. Регіональна фізична географія світу : Навч. посібник. — Львів : Світ, 2000. — 480 с.
- Єгипет // Гірничий енциклопедичний словник : [у 3-х тт.] / за ред. В. С. Білецького. — Д. : Східний видавничий дім, 2004. — Т. 3. — 752 с. — ISBN 966-7804-78-X.
- Костів Л. Я. Фізична географія материків і океанів. Африка : навч.-метод. посібник. — Л. : Видавничий центр ЛНУ імені Івана Франка, 2017. — 184 с. — ISBN 978-617-10-0374-3.
- Кукурудза С. І. Біогеографія : Підручник. — Львів : Вид-во ЛГУ ім. Івана Франка, 2006 — 504 с. — ISBN 966-613-502-7
- Палієнко В. І., Шищенко П. Г., Бойко В. М. Фізична географія світу : Навч. посібник. — К. : КНУ ім.  Т. Шевченка, 2016. — 246 с. — ISBN 978-966-439-918-1
- Панасенко Б. Д. Фізична географія материків : навч. посіб. : в 2 ч. — В. : ЕкоБізнесЦентр, 1999. — 200 с.
- Пузанов І. І. Зоогеографія : Підручник. — Київ—Львів : Рад. школа, 1949. — 504 с.
- Фізична географія материків та океанів : Підручник у 2-х т. / Ред. П. Г. Шищенко. — К. : Київський університет, 2020. — Т. 2. Африка, Америка, Австралія, Антарктида, Океани. — 470 с. — ISBN 978-966-439-989-8
- Юрківський В. М. Регіональна економічна і соціальна географія. Зарубіжні країни: Підручник. — 2-ге. — К. : Либідь, 2001. — 416 с. — ISBN 966-06-0092-5.

### Англійською
- (англ.) Graham Bateman. The Encyclopedia of World Geography. — Andromeda, 2002. — 288 с. — ISBN 1871869587.

### Російською
- (рос.) Авакян А. Б., Салтанкин В. П., Шарапов В. А. Водохранилища. — М. : Мысль, 1987. — 326 с. — (Природа мира)
- (рос.) Алисов Б. П., Берлин И. А., Михель В. М. Курс климатологии [в 3-х тт.] / под. ред. Е. С. Рубинштейна. — Л. : Гидрометиздат, 1954. — Т. 3. Климаты земного шара. — 320 с.
- (рос.) Апродов В. А. Вулканы. — М. : Мысль, 1982. — 368 с. — (Природа мира)
- (рос.) Апродов В. А. Зоны землетрясений. — М. : Мысль, 2010. — 462 с. — (Природа мира) — ISBN 978-5-244-01122-7.
- (рос.) Египет // Африка: энциклопедический справочник [в 2-х тт.] / гл. ред. А. А. Громыко. — М. : Советская энциклопедия, 1986. — 671 с.
- (рос.) Бабаев А. Г., Зонн И. С., Дроздов Н. Н., Фрейкин З. Г. Пустыни. — М.  : Мысль, 1986. — 320 с. — (Природа мира)
- (рос.) Браун Л. Африка. — М. : Прогресс, 1976. — 288 с. — (Континенты, на которых мы живем)
- (рос.) Букштынов А. Д., Грошев Б. И., Крылов Г. В. Леса. — М. : Мысль, 1981. — 316 с. — (Природа мира)
- (рос.) Власова Т. В. Физическая география материков. С прилегающими частями океанов. Южная Америка, Африка, Австралия и Океания, Антарктида. — 4-е, перераб. — М. : Просвещение, 1986. — 269 с.
- (рос.) Гвоздецкий Н. А., Голубчиков Ю. Н. Горы. — М. : Мысль, 1987. — 400 с. — (Природа мира)
- (рос.) Гвоздецкий Н. А. Карст. — М. : Мысль, 1981. — 214 с. — (Природа мира)
- (рос.) Географический энциклопедический словарь: географические названия / под. ред. А. Ф. Трёшникова. — 2-е изд., доп. — М. : Советская энциклопедия, 1989. — 585 с. — ISBN 5-85270-057-6.
- (рос.) Дроздов Н. Н., Мяло Е. Г. Биогеография мира : Учебник. — М. : Высшая школа, 1985. — 272 с.
- (рос.) Исаченко А. Г., Шляпников А. А. Ландшафты. — М. : Мысль, 1989. — 504 с. — (Природа мира) — ISBN 5-244-00177-9.
- (рос.) Каплин П. А., Леонтьев О. К., Лукьянова С. А., Никифоров Л. Г. Берега. — М. : Мысль, 1991. — 480 с. — (Природа мира) — ISBN 5-244-00449-2.
- (рос.) Словарь современных географических названий / под общей редакцией акад. В. М. Котлякова. — Екатеринбург : У-Фактория, 2006.
- (рос.) Литвин В. М., Лымарев В. И. Острова. — М. : Мысль, 2010. — 288 с. — (Природа мира) — ISBN 978-5-244-01129-6.
- (рос.) Лобова Е. В., Хабаров А. В. Почвы. — М. : Мысль, 1983. — 304 с. — (Природа мира)
- (рос.) Максаковский В. П. Географическая картина мира. Книга I: Общая характеристика мира. — М. : Дрофа, 2008. — 495 с. — ISBN 978-5-358-05275-8.
- (рос.) Максаковский В. П. Географическая картина мира. Книга II: Региональная характеристика мира. — М. : Дрофа, 2009. — 480 с. — ISBN 978-5-358-06280-1.
- (рос.) Поспелов Е. М. Географические названия мира: Топонимический словарь. — М. : АСТ, 2005.
- (рос.) Египет // Страны Африки. Политико-экономический справочник / ред. В. Солодовников, В. Румянцев. — М. : Издательство политической литературы, 1969. — 318 с.
- (рос.) Физико-географический атлас мира. — М. : Академия наук СССР и Главное управление геодезии и картографии ГУГК СССР, 1964. — 298 с.
- (рос.) Энциклопедия стран мира / глав. ред. Н. А. Симония. — М. : НПО «Экономика» РАН, отделение общественных наук, 2004. — 1319 с. — ISBN 5-282-02318-0.